# Народное вече словенцев, хорватов и сербов
Народное вече словенцев, хорватов и сербов (сербохорв. Narodno vijeće Slovenaca, Hrvata i Srba / Народно вијеће Словенаца, Хрвата и Срба) — представительный орган словенцев, хорватов и сербов сначала в Австро-Венгрии, а затем и в зарождавшемся Государстве словенцев, хорватов и сербов. Вече было образовано 5 октября 1918 в Загребе из оппозиционных деятелей Славонии, Далмации, Истрии и Меджумурья, а также из членов организации Народный свет из Словении; позднее к нему присоединилась и Хорватско-сербская коалиция. Вече принимало активную деятельность в образовании независимого государства южных славян и отклонило манифест императора Карла I, в котором предлагалась реорганизация Австро-Венгрии и её превращение в федерацию. 19 октября 1918 Вече объявило, что является единственным органом, отвечающим за внешнюю политику национального государства южных славян, а 29 октября 1918 Хорватский сабор передал свои полномочия Вече, которое и стало фактическим парламентом Государства словенцев, хорватов и сербов.

## Предыстория

Флаг Государства словенцев, хорватов и сербов

После прорыва Салоникского фронта Первой мировой войны с приближением сербских и союзных войск Антанты, проюгославские политики Австро-Венгрии поняли, что крах Габсбургской монархии неотвратим, и образовали Народное вече. Целью Вече стало объединение словенцев, хорватов и сербов в независимое демократическое государство. 2 июля 1918 в Сплите начала действовать Народная организация сербов, хорватов и словенцев в Далмации, 14 июля в Шушаке была образована та же организация в Хорватском приморье и Истрии, а 16 августа был создан Народный свет Словении. После 20-дневных переговоров четыре партии 24 сентября 1918 заключили соглашение: это были Правая партия Старчевича, Хорватская крестьянская народная партия, Сербская народная радикальная партия и Социал-демократическая партия Хорватии и Славонии.

## Устройство

Предложение Карла I по реорганизации Австро-Венгрии

5 октября 1918 все четыре партии отправились на съезд в Загребе, на котором приняли решение об образовании Народного вече и учреждении его Устава («Правильника»). В Уставе говорилось о том, что Вече является политическим органом, куда входят сербы, хорваты и словенцы из Австро-Венгрии, а целью называлось объединение этих трёх наций в независимое государство, построенное на демократических принципах. 8 октября 1918 к Совету примкнула самая сильная партия Хорватского Сабора — Хорватско-сербская коалиция. В Пленум Народного вече вошли 80 человек: 28 из Хорватской бановины и Риеки, 7 из Далмации, 3 из Истрии, 14 из словенских земель, 18 из Боснии и Герцеговины и 10 из Барани, Бачки и Баната. Центральный комитет состоял из 30 человек. Председателем вече был Антон Корошец, заместителями его были Светозар Прибичевич и Анте Павелич-старший, секретарями — Мате Дринкович, Срджан Будисавлевич и Иван Лоркович.
К тому моменту император Австро-Венгрии Карл I оказался в трудном положении: чехи и словаки уже готовились к выходу из состава Австро-Венгрии. С целью остановить распад империи Карл 16 октября 1918 опубликовал манифест, в котором обещал провести полную реорганизацию государства и образовать тройную монархию, а также ввести федеральное устройство управления и предоставить тем самым автономию хорватам, сербам и словенцам. Но спустя три дня, 19 октября Народное вече объявило в новой Декларации о том, что отказывается признавать манифест Карла. Вече настаивало на полном признании независимости нового южнославянского государства, приняв на себя обязанности по ведению национальной политики; на объединение всех трёх народов в пределах земель, на которых они проживали, вне зависимости от государственных границ; на образовании суверенного государства по принципам политической и экономической демократии, ликвидации всех социальных и экономических разрывов и признаков неравенства.
Фактически Декларация предусматривала передачу всех властных полномочий Народному вече. 21 октября 1918 Центральный комитет принял решение об образовании отдела, который должен был заниматься обустройством социальной, политической и экономической жизни новой страны. Отдел национальной обороны возглавил Мате Дринкович, отдел сельского хозяйства — Степан Радич, отдел финансов и политики — Иван Лоркович, отдел финансирования Народного вече — Грга Будислав Анджелинович.

## Выход из Австро-Венгрии и присоединение к Королевству СХС

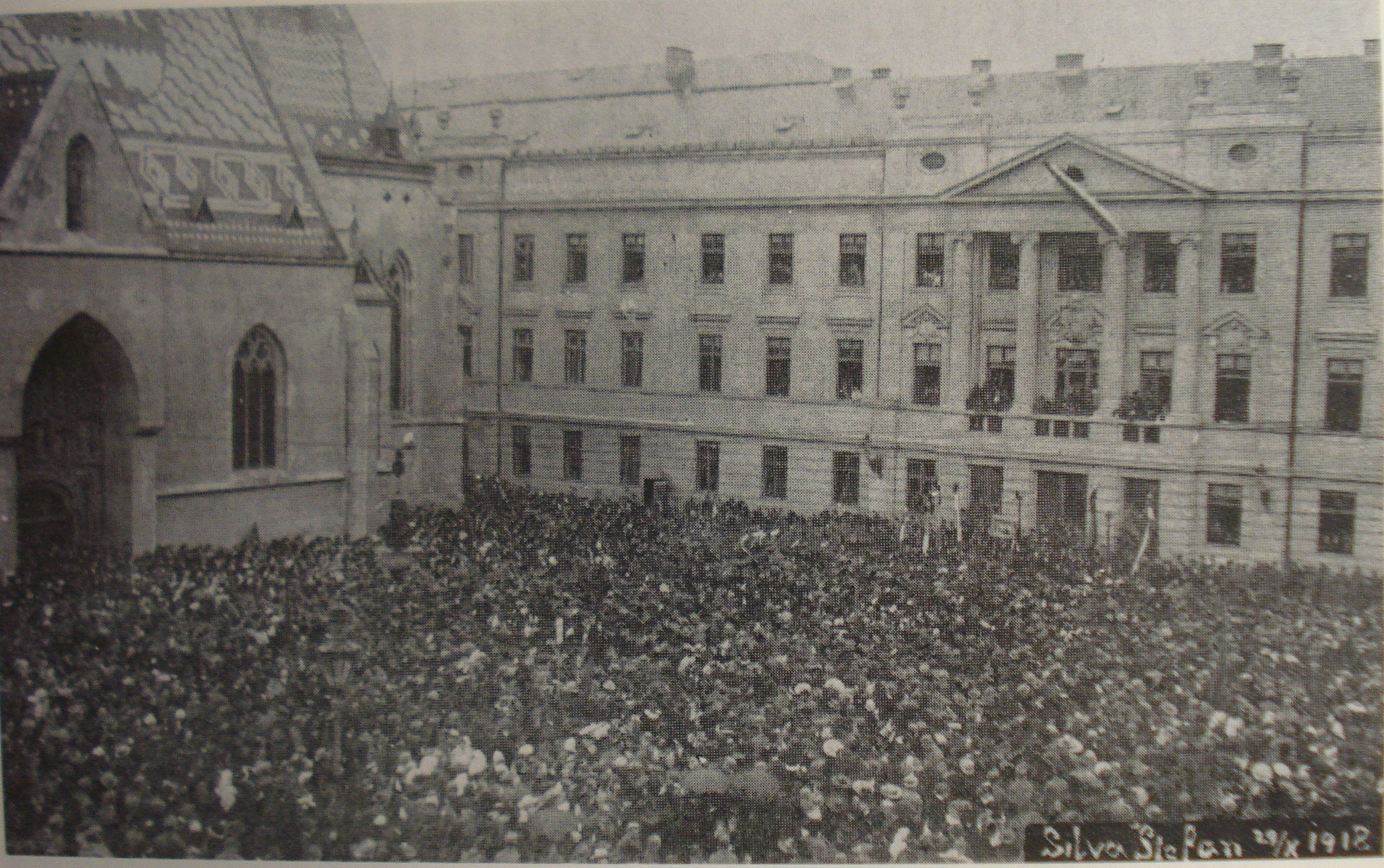
Народ перед зданием Сабора узнаёт о выходе Хорватии из состава Австро-Венгрии 29 октября 1918

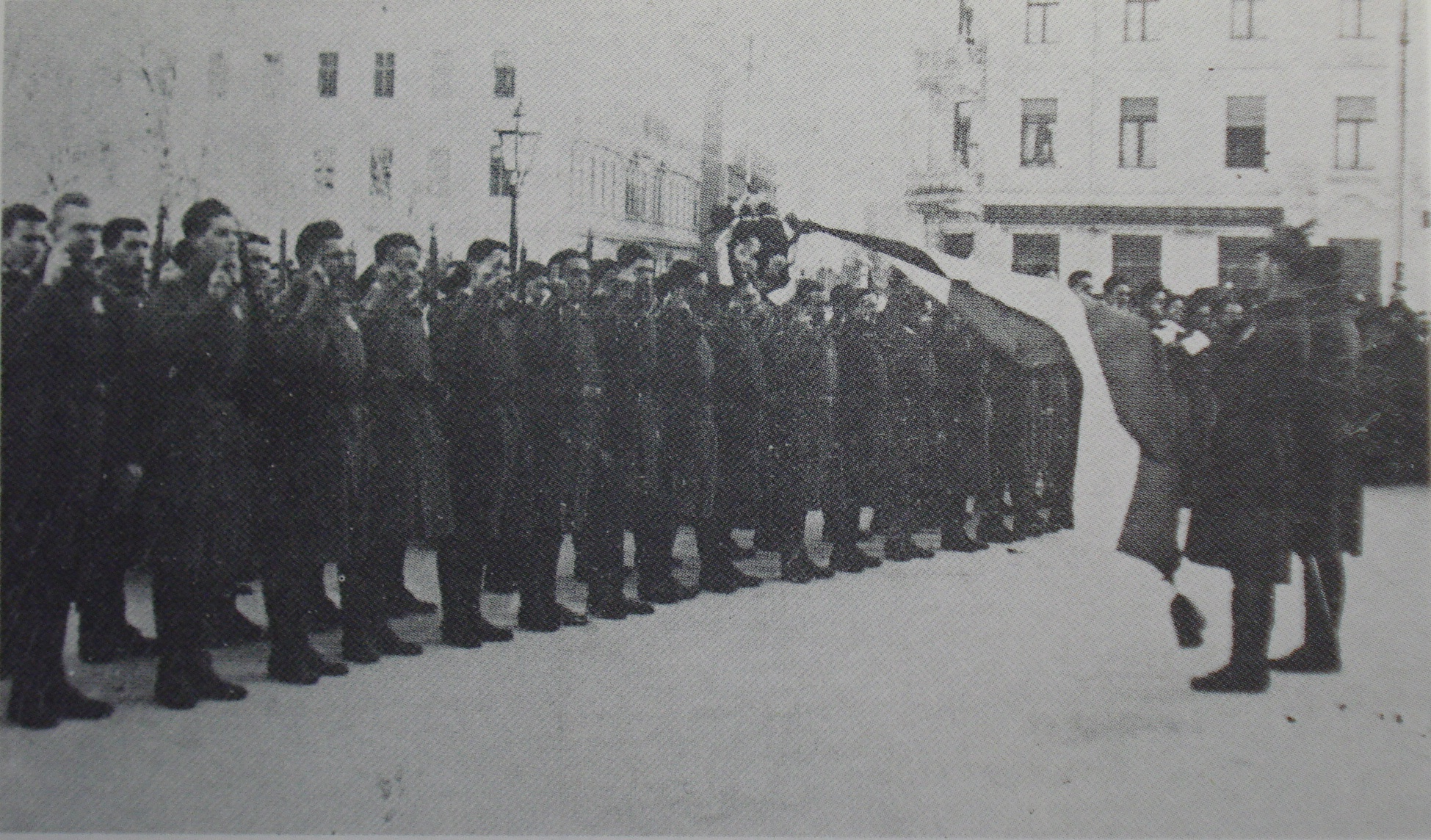
Солдаты Королевского хорватского домобранства приносят присягу Народному вече словенцев, хорватов и сербов в ноябре 1918 года

25 октября 1918 двадцать членов Хорватского Сабора по инициативе Центрального комитета Народного вече обратились в Сабор с просьбой решить вопрос о выходе из состава Австро-Венгрии и признании независимости южных славян. В конце концов, 29 октября Народное вече объявило окончательно о полном неподчинении монархии, а Хорватский Сабор в тот же день принял решение об окончательном разрыве венгерско-хорватского соглашения и выходе Королевства Хорватии, Славонии и Далмации из состава Австро-Венгрии. 24 ноября 1918 Центральный комитет вынес предложение об объединении Королевства Хорватии, Славонии и Далмации с Королевством Сербией и Королевством Черногорией. В числе выдвигаемых условий объединения были названы следующие:
- Решение об объединении принимала всеобщая народная скупщина при наличии 2/3 голосов.
- Учредительная скупщина должна определить конституцию, форму правления и внутреннее устройство государства.
- Созыв скупщины должен произойти не позже, чем через 6 месяцев после подписания мира.
- До созыва скупщины правителем является король, законодательно Государственное вече должно состоять из представителей Народного вече, Югославянского комитета и сербской власти.
- Выборы в Учредительную скущину проводит Государственное вече.

Эти условия король Александр I Карагеоргиевич (регент при своём отце Петре I Карагеоргиевиче) выполнял лишь частично: Народное вече не было довольно тем, что Воеводина решила войти прямо в состав Сербии, что сербы дошли до северо-западных границ и что только они могли гарантировать защиту территорий, предлагаемых Народным вече к объединению, от итальянской армии и от черногорских зеленашей. Тем не менее, 27 ноября в Белград всё же прибыли делегаты, возглавляемые Светозаром Прибичевичем. 30 ноября специальный комитет, состоявший из трёх членов Народного вече и трёх представителей сербского правительства объявил об образовании государства, провозглашённого 1 декабря 1918 Александром I Карагеоргиевичем. Спустя некоторое время было образовано Временное народное представительство Королевства сербов, хорватов и словенцев, а Национальное вече было упразднено.